# Breitblättriges Kahlfruchtmoos
Das Breitblättriges Kahlfruchtmoos (Porella platyphylla, Syn.: Madotheca plytyphylla) ist eine Moosart aus der Abteilung der Lebermoose (Marchantiophyta).
Der wissenschaftliche Gattungsname Porella ist die Verkleinerungsform vom griechischen porus „Pore“. Der Name wurde schon von Johann Jacob Dillen 1748 verwendet. Die wissenschaftlich gültige Beschreibung erfolgte jedoch erst durch Carl von Linné 1762.

## Beschreibung
Das sehr kräftige Moos besitzt mehr oder weniger regelmäßig ein- bis zweifach gefiederte, matt dunkelgrüne Zweige, die etwa drei bis fünf Zentimeter mal zwei bis drei Zentimeter groß werden. Die Ästchen werden zwei Millimeter breit. Die Seitenblätter bestehen aus einem breit ovalen Oberlappen und kleinen, elliptischen, spitzwärts gerichteten, etwas gewölbten Unterlappen. Die Unterblätter sind zungenförmig und glatt.
Die Vermehrung erfolgt hauptsächlich durch Brutblätter und abbrechende Teile. Perianthien sind selten.

## Verbreitung und Standort
Diese Art ist in der ganzen gemäßigten Holarktis verbreitet. Es gedeiht auch in ziemlich trockenen, aber schattigeren Lagen an Borke, Gestein und Schichtmauern, insbesondere in Kalkgebieten und auf Lavagestein neben Porella baueri, mit dem es eventuell verwechselt werden kann.